# Laurie Dann
Pour les articles homonymes, voir Dann.
 (octobre 2017).
Si vous disposez d'ouvrages ou d'articles de référence ou si vous connaissez des sites web de qualité traitant du thème abordé ici, merci de compléter l'article en donnant les références utiles à sa vérifiabilité et en les liant à la section « Notes et références ».
Laurie Dann (née Wasserman, 18 octobre 1957 - 20 mai 1988) était une meurtrière américaine qui a tué un garçon à Chicago et blessé deux filles et trois autres garçons à Winnetka (Illinois), près de Chicago. Elle a enlevé une personne et a tiré sur un autre homme avant de se tuer aussi.